# Héros populaire
 (novembre 2016).
Si vous disposez d'ouvrages ou d'articles de référence ou si vous connaissez des sites web de qualité traitant du thème abordé ici, merci de compléter l'article en donnant les références utiles à sa vérifiabilité et en les liant à la section « Notes et références ».
Un héros populaire est un type de héros. L'unique caractéristique qui distingue un héros populaire des autres personnages est l'importance de la place de son nom, de sa personnalité et de ses actes dans l'imaginaire collectif. Cette présence dans la conscience populaire est attestée par les références à ce personnage dans les chansons folkloriques, les contes et autres formes d'expression folkloriques ou populaires, comme la littérature.

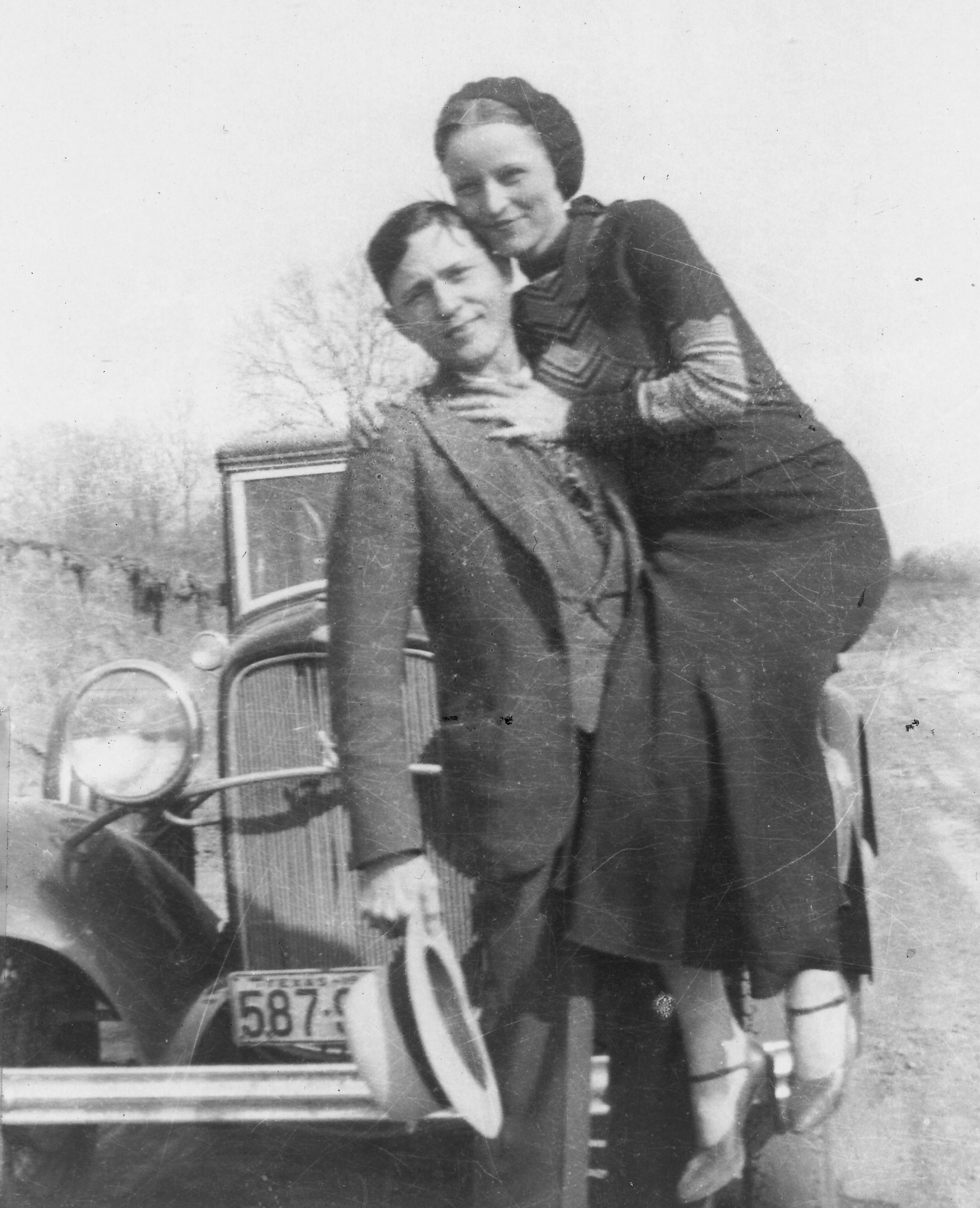
Durant la Grande Dépression, les banquiers sont tellement impopulaires que les voleurs de banque, tels que Bonnie et Clyde, deviennent des héros populaires.

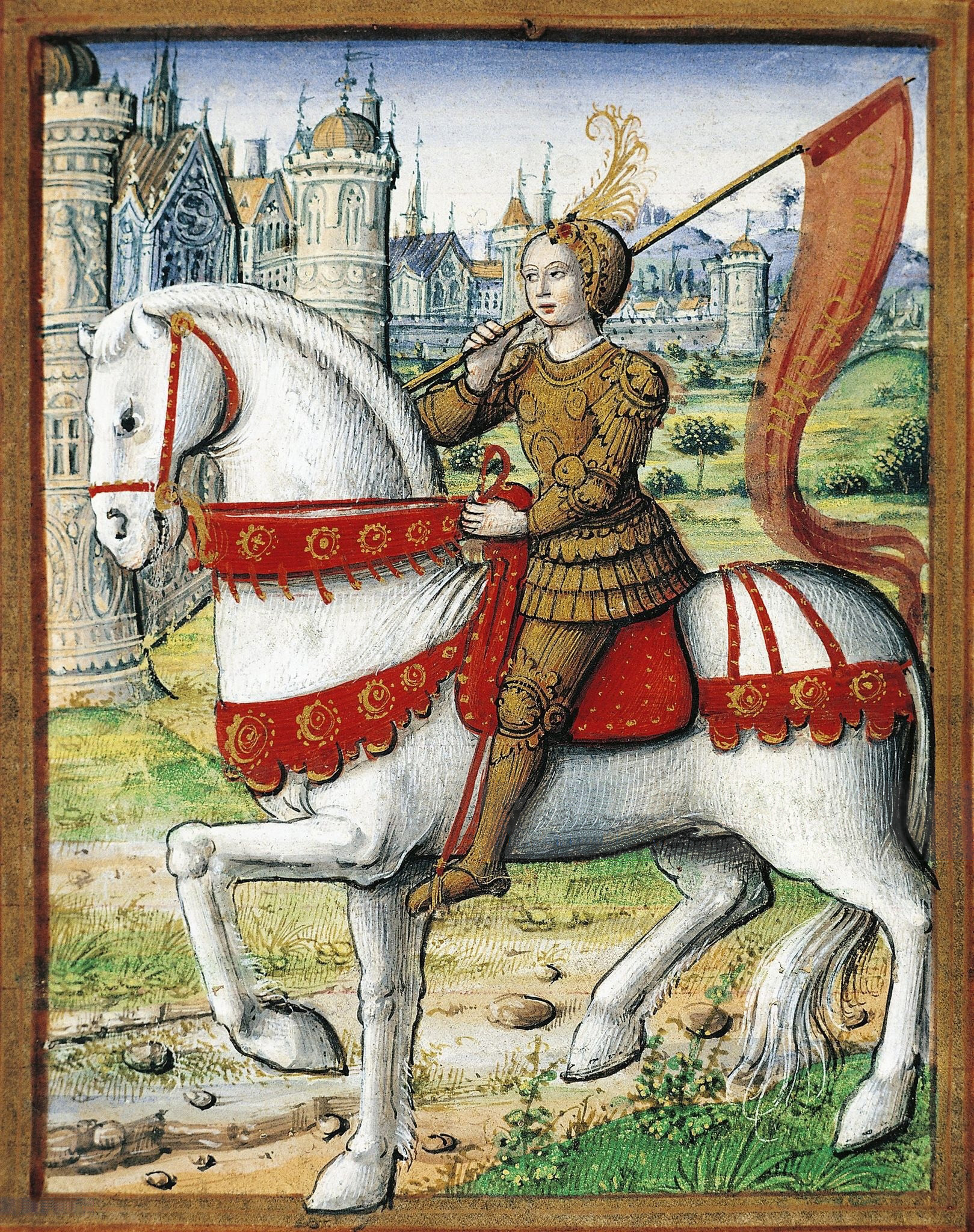
Jeanne d'Arc représentée à cheval sur une illustration d'un manuscrit de 1505. La martyre et sainte Jeanne d'Arc est une héroïne nationale en France et dans le monde.

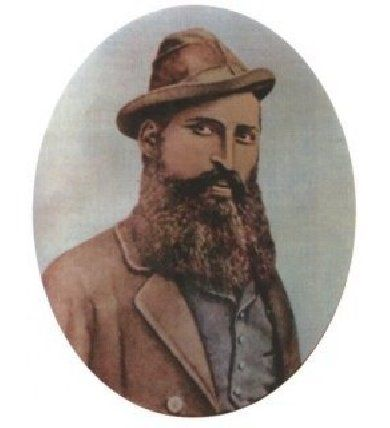
Carmine Crocco, personnalité controversée de l'unification italienne, forçat évadé devenu le plus célèbre chef des brigands de la période postérieure à l'unification. Il est considéré par beaucoup comme un héros des paysans du sud de l'Italie.

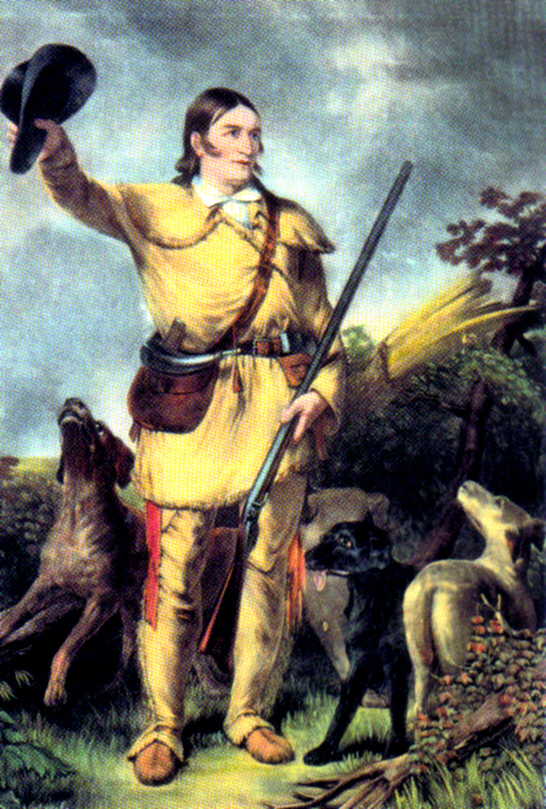
Davy Crockett, héros du siège de Fort Alamo.

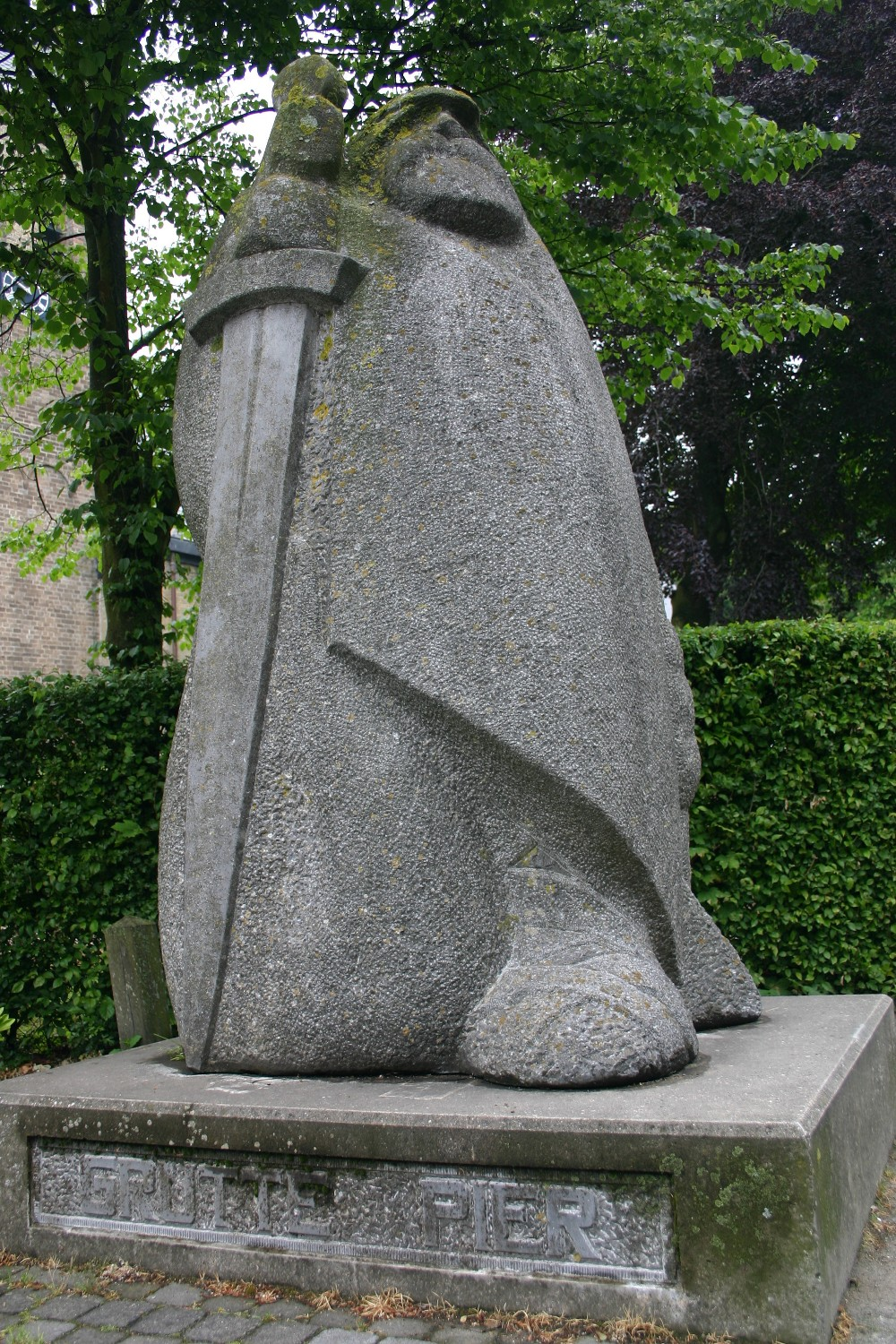
Statue de Pier Gerlofs Donia, héros populaire frison.

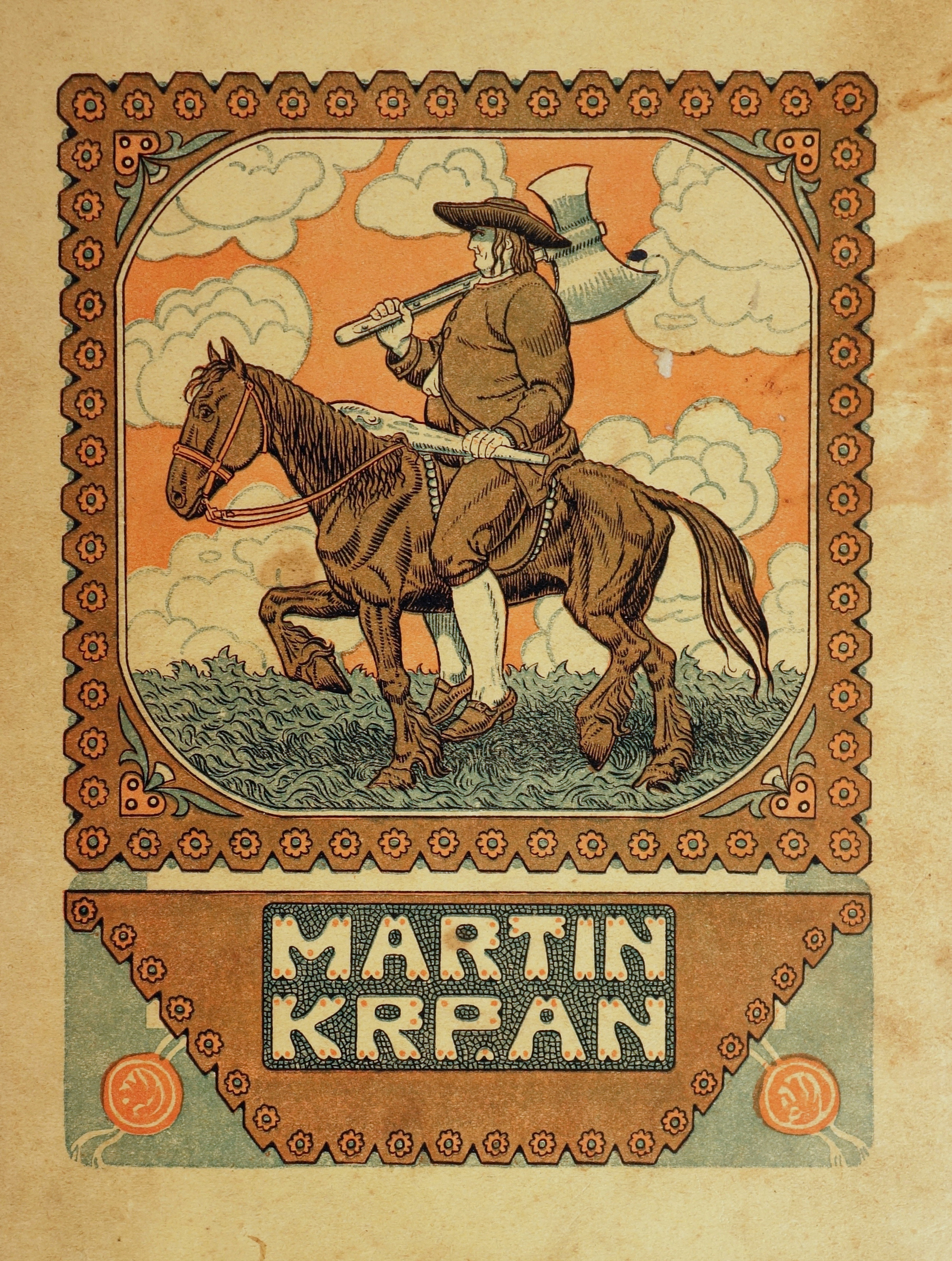
Martin Krpan vu par Hinko Smrekar en 1917.

Même si certains héros populaires ont été de réels personnages historiques, ils ne le sont généralement pas. Parce que la vie de ces héros populaires n'est généralement pas fondée sur des documents historiques, les caractéristiques et les actes de ceux-ci sont souvent exagérés dans des proportions mythologiques.
Le héros populaire commence souvent sa vie comme une personne normale, mais se transforme en quelqu'un d'extraordinaire par des événements importants, souvent en réponse à l'injustice sociale ou parfois à des catastrophes naturelles. Beaucoup sont des défenseurs du peuple contre l'oppression ou la corruption de la structure du pouvoir en place ; les membres de cette catégorie de héros populaire vivent souvent, mais pas nécessairement, en hors-la-loi. D'autres sont au contraire érigés en exemple pour la jeunesse.

## Héros populaires historiquement documentés
- Johnny Appleseed – États-Unis, il introduit la pomme de grandes parties de l'Ohio, de l'Indiana et de l'Illinois
- Arminius – Allemagne, chef des Chérusques qui défend l'armée romaine à la bataille de Teutobourg
- Mujahid Dokubo-Asari - Nigéria, personnalité politique qui se bat actuellement contre les compagnies pétrolières occidentales dans le delta du Niger
- Billy the Kid – États-Unis, hors-la-loi et tireur du XIXe siècle
- Black Hawk – Midwest des États-Unis, guerrier indien Sauk qui résiste à la colonisation blanche
- Sitting Bull – chef shaman des Hunkpapa Lakota
- Bonnie et Clyde – États-Unis, braqueurs dans les années 1930
- Boudica - Grande-Bretagne, reine guerrière qui dirige un soulèvement contre l'Empire romain en Bretagne
- Daniel Boone – États-Unis, colon américain de la fin du XVIIIe siècle et du début du XIXe siècle.
- Brian Boru – Irlande, Ard rí Érenn qui « expulse les Danes d'Irlande » à la bataille de Clontarf.
- John Brown – États-Unis, tente de mener une révolte d'esclaves dans le Sud par le raid de John Brown sur Harpers Ferry, contribue à déclencher la guerre de Sécession.
- Martin Luther King - emblème de la lutte pour les droits civiques des Noirs aux États-Unis.
- Calamity Jane – États-Unis, femme de l'Ouest
- Dame de Ch'iao Kuo – Chine, guerrière, femme politique, reine des Hsien
- Joseph Cinqué – Africain de l'Ouest de la tribu des Mendé, meneur de la rébellion d'esclaves d'Amistad
- Gregorio Cortez (en) – héros populaire mexicano-américain
- Carmine Crocco – Italie, berger, combat les bourgeois libéraux et l'armée royale italienne après l'unification italienne.
- Davy Crockett – États-Unis, trappeur américain, membre du Congrès, meurt en héros à la bataille d'Alamo
- Nils Dacke – Suède, chef d'une révolte paysanne du XVIe siècle
- Zerai Deres – Érythrée, homme d'origine érythréenne adulé pour son acte de vengeance contre les fascistes italiens à Rome lors d'une célébration impériale
- Anton Docher - États-Unis, missionnaire catholique et défenseur des Amérindiens du Nouveau-Mexique, il combat pendant cinq ans dans l'armée coloniale française
- Pier Gerlofs Donia – Frise, guerrier légendaire, combattant de la liberté et chef du Arumer Zwarte Hoop
- Ahmad Shâh Durrani – Fondateur de l'Empire Durrani afghan
- Engelbrekt Engelbrektsson – Suède, rebelle et régent temporaire au XVe siècle
- Gino Polli – Italie, officiel de la Première Guerre mondiale pendant des années à l'avant-garde dans les plus sanglantes batailles de l'histoire moderne à défendre son peuple et son pays
- Guy Fawkes – Restaurationniste catholique d'Angleterre qui a planifié la conspiration des poudres
- Mike Fink – États-Unis, batelier le plus costaud sur le fleuve Mississippi et un rival de Davy Crockett
- José Gaspar Rodríguez de Francia - Premier consul du Paraguay
- Eppelein von Gailingen – Allemagne, raubritter
- Geronimo – États-Unis, guerrier apache, combat l'armée des États-Unis pendant des années pour défendre son peuple et sa patrie
- Lazar Hrebeljanović – Serbe, souverain de Moravie Serbie, qui combat et périt à la bataille de Kosovo Polje, à laquelle son nom et sa vie sont inextricablement liés[4].
- Genghis Khan – Souverain mongol de la steppe au XIIIe siècle, fondateur de l'empire mongol
- Owain Glyndŵr - Pays de Galles, noble à la tête d'une rébellion contre le Royaume d'Angleterre
- Tomoe Gozen – Japon, guerrière samouraï
- Husein Gradaščević – Bosnie, appelé le « dragon de Bosnie », conduit la résistance des Bosniaques lors du soulèvement pour l'autonomie de la Bosnie contre l'Empire ottoman
- Che Guevara – Révolutionnaire marxiste argentin, homme politique, écrivain, médecin, théoricien militaire et chef de guérilla.
- Nathan Hale – États-Unis, capitaine dans l'Armée continentale pendant la guerre d'indépendance américaine
- Simo Häyhä – Légendaire tireur d'élite finlandais au cours de la guerre d'hiver avec 505 morts confirmées
- Wild Bill Hickok – États-Unis, justicier, bandit, joueur, éclaireur, soldat de la guerre civile, conducteur de diligence, interprète, abolitionniste
- Piet Hein – Pays-Bas, remporte le trésor de la flotte espagnole
- Hone Heke –Chef maori qui abat trois fois le mât de drapeau britannique
- Joe Hill – États-Unis, dirigeant syndical et compositeur injustement condamné pour assassinat en 1915
- Andreas Hofer – Autriche, héros Tirolien qui résiste aux Bavarois et à Napoléon
- Ishikawa Goemon – Japon, bandit héros connu pour voler les riches afin de donner aux pauvres, bien que certains comptes-rendus suggèrent qu'il pourrait avoir gardé une grande partie de ses gains mal acquis. Avant d'être bouilli dans de l'huile, il sauve son bébé au prix de sa propre vie.
- Jesse James – Hors-la-loi du Wild West qui soi-disant vole les riches pour donner aux pauvres (en réalité ses crimes ne profitent qu'à lui et son gang).
- Juraj Jánošík – Slovaquie et Pologne, hors-la-loi qui vivent dans les montagnes Tatras, défend les paysans des Carpates de la tyrannie des propriétaires hongrois
- Casey Jones (mécanicien) – États-Unis, mécanicien de chemin de fer qui reste dans sa locomotive et meurt dans une collision lors du freinage afin de sauver ses passagers et actionne le sifflet pour avertir l'équipage de l'autre train
- Kaluaiko'olau – États-Unis - Hawaïen qui échappe à la déportation pour cause de lèpre en se cachant dans les forêts tropicales hawaïennes[5]
- Ustym Karmaliuk – Homologue ukrainien de Robin des Bois, à la tête d'une révolte paysanne
- Ned Kelly – Australie, hors-la-loi
- Martin Krpan – Homme fort et contrebandier slovène
- Lin Shirong – China, pratiquant des arts martiaux et élève de Huang Feihong
- Dix tigres de Canton – Chine, groupe de dix combattants en Chine du sud
- Lampião – hors-la-loi, chef d'une bande Cangaço dans le nord du Brésil
- Abraham Lincoln – Président des États-Unis durant la guerre de sécession
- Francisco Solano López - Président du Paraguay durant la guerre de la Triple Alliance
- Ned Ludd – Grande-Bretagne, leader des luddites dans les années 1810
- Louis Mandrin - France, bandit du XVIIIe siècle soutenu par la population parce qu'il attaque les collecteurs d'impôts
- Marko Mrnjavčević – Serbie et Bulgarie, prince macédonien pendant la domination ottomane, connu pour s'opposer aux vainqueurs dans ses terres souveraines, et source de nombreux poèmes épiques
- Jack Mary Ann – héros populaire de la région de Wrexham, au nord du Pays de Galles dont les exploits romancés continuent à circuler dans le folklore local
- James Mckenzie – Nouvelle-Zélande, hors-la-loi et inspiration pour les immigrés sans-terre au début de l'ère coloniale en Nouvelle-Zélande
- Juan Moreira - Légendaire hors-la-loi argentin, célèbre pour son habileté au couteau, il est considéré comme l'une des figures les plus importantes de l'histoire argentine
- Maharana Pratap – Inde, chef hindou du XVIe siècle et héros rajput
- Miyamoto Musashi – Japon, habile lutteur au sabre, soldat, philosophe et auteur
- Miloš Obilić – Chevalier serbe de Zeta qui tue le souverain ottoman Sultan Mourad Ier à la bataille de Kosovo Polje, 1389
- Redmond O'Hanlon – Irlande, rapparee du XVIIe siècle
- Philippe Petit – Funambule qui relie les deux tours du World Trade Center
- Pazhassi Raja – Inde, lutte contre le Raj britannique en Inde du Sud (Kerala) avec une tactique de guérilla
- Louis Riel – Canada, fondateur du Manitoba, a dirigé deux révoltes contre le dominion du Canada
- Dorus Rijkers – Pays-Bas, marin et sauveur de plus de 500 hommes, femmes et enfants en tant que capitaine d'un bateau de sauvetage à la fin du XIXe siècle et au début du XXe siècle
- Mir Chakar Rind (en) - Pakistan, chef et héros folklorique baloutche du XVIe siècle mentionné dans le conte Hani et Sheh Mureed
- José Rizal – Philippines, critique des colonisateurs espagnols, est fusillé à Bagumbayan (maintenant Rizal Park)
- Rob Roy – Écosse, hors-la-loi dont la parole valait engagement
- Juan Santamaría – héros national costaricien
- Sarutobi Sasuke – Japon, espion incroyablement acrobatique supposé avoir été élevé par les singes et formés chez les ninjas au cœur des provinces d'Iga et de Koga durant l'âge d'or des ninjas.
- Laura Secord – Canada, héroïne de la guerre de 1812[6]
- Daniel Shays – fermier américain à la tête de la révolte de Shays à la fin du XVIIIe siècle contre la dette et les impôts
- Skanderbeg – Héros national albanais qui dirige la résistance populaire contre l'Empire ottoman
- Soapy Smith – Bandit du Colorado et de l'Alaska au XIVe siècle.
- Le forgeron de Kochel – Allemagne, héros national bien connu, surtout en Bavière
- Spartacus – Gladiateur thrace à la tête de la plus grande révolte d'esclaves contre la République romaine
- Tipû Sâhib – Inde, musulman qui combat et vainc les Britanniques lors des guerres du Mysore
- Ivan Soussanine – Paysan russe qui sauve le tsar au temps des troubles au début du XVIIe siècle
- Tamanend – États-Unis, chef indien à l'origine de nombreuses légendes populaires pendant la guerre d'Indépendance américaine
- Ermak Timofeïévitch – Chef cosaque russe qui commence la conquête russe de la Sibérie
- Joseph Trumpeldor – Israël, chef des forces juives à Tel Hai
- Nat Turner – Meneur de la rébellion de Nat Turner (également connue sous le nom « insurrection de Southampton »), révolte d'esclaves qui a eu lieu dans le comté de Southampton, Virginie en août 1831
- Dick Turpin – Angleterre, bandit de grand chemin
- Vercingétorix - France, chef de la tribu des Arvernes, qui unit les Gaulois dans une révolte contre les forces romaines de Jules César
- Viriatus – Portugal, chef des combattants de la liberté des tribus confédérées ibériques qui résistent à la Rome coloniale
- William Wallace – Écosse, chevalier qui mène une rébellion contre l'Angleterre au début du XIVe siècle
- Wong Fei Hung – Médecin chinois, pratiquant des arts martiaux et révolutionnaire
- Huo Yuanjia – artiste des arts martiaux chinois
- Jan Žižka – chevalier tchèque, commandant des armées hussites au XVe siècle
- Mohamed Bouazizi - Vendeur de fruits tunisien qui s'est immolé pour protester contre les mauvais traitements du gouvernement et a déclenché une révolution victorieuse dans ce pays ainsi que le printemps arabe dans la région
- Paul Revere - orfèvre américain et patriote lors de la Révolution américaine dont la « chevauchée de minuit » avertit de l'arrivée des Britanniques.
- Sam Steele - Canada, gendarme qui apporte la paix à l'Ouest du Canada et dans le Yukon.
- Big Joe Mufferaw - Canada, bûcheron canadien français à Ottawa.
- Marko Mrnjavčević - Roi serbe et maître de la Macédoine, protecteur traditionnel du peuple chrétien pendant la domination ottomane des Balkans.
- Jeanne d'Arc - Paysanne qui mène les armées de France lors de la guerre de Cent Ans après avoir revendiqué que des saints lui ont dit que c'était la volonté de Dieu. Brûlée comme hérétique, elle devient martyre, héroïne populaire pour être enfin canonisée. Elle est à présent une des saintes patronnes de France.
- Hekimoğlu – Héros folklorique turque à la tête d'une campagne contre les seigneurs féodaux.
- Mustafa Kemal Atatürk – fondateur et premier président de la république de Turquie de 1923 à 1938.
- Simón Bolívar - Héros national du Venezuela qui fut une figure emblématique de l'émancipation des colonies espagnoles en Amérique du Sud.

## Héros populaires peut-être imaginaires
- Roi Arthur - légendaire seigneur de guerre breton.
- Cúchulainn - Irlande, légende folk et héros par excellence de Ulaid dans le Cycle d'Ulster
- Finn Mac Cumaill - Irlande, guerrier, chef du Fianna. Personnage principal dans le Cycle Oisin
- Gerard Adriaan Heineken - Pays-Bas, fabriquant de la bière Heineken.
- Till l'Espiègle, Till Eulenspiegel ou Tijl Uilenspiegel - Allemagne et Pays-Bas, plaisantin
- Fong Sai-Yuk - Chine, héros populaire des arts martiaux
- Grettis saga - Hors-la-loi islandais
- Homère - auteur de l'Iliade et de l'Odyssée.
- Hong Xiguan - Chine, héros populaire des arts martiaux
- Nai Khanom Tom - Thaïlande, maître de muay thaï
- John Henry - États-Unis, puissant afro-américain
- Rainivoanjo - Hors-la-loi rebelle Malgache, héros d'une des chansons de Mahaleo
- Robin des Bois - Angleterre, hors-la-loi généralement associée à la devise « voler les riches, pour donner aux pauvres »
- Rummu Jüri - Estonie, hors-la-loi qui vole les riches, pour donner aux pauvres
- Siegfried - Allemagne, héros légendaire qui abat le dragon dans la chanson des Nibelungen
- Fa Mulan - Chine, héroïne qui se déguise en homme afin de rejoindre une armée
- Molly Pitcher - États-Unis, héroïne de la guerre d'Indépendance américaine
- Guillaume Tell - Suisse, à l'origine de la rébellion contre les Autrichiens
- Nasr Eddin Hodja - Personnage mythique de la culture musulmane

## Héros populaires reconnus fictifs
- Pecos Bill - États-Unis, cowboy géant qui a « apprivoisé l'Ouest sauvage »
- Paul Bunyan - États-Unis, bûcheron géant de la forêt du Nord
- Febold Feboldson (en) - États-Unis, fermier qui lutte contre la sécheresse
- Martín Fierro - Argentine, héros du poème éponyme de José Hernández
- Koba - Georgie, héros populaire dont la légende ressemble à celle de Robin des Bois
- Joe Magarac (en) - États-Unis, métallurgiste en acier
- Alfred Bulltop Stormalong (en) - États-Unis, immense marin dont le navire est si grand qu'il gratte la Lune
- Chen Zhen - Chine, artiste des arts martiaux qui combat l'influence japonaise à Shanghai